# Tim Alexander
Tim "Herb" Alexander (nacido el 10 de abril de 1965 en Cherry Point, Carolina del Norte) es un músico estadounidense, más conocido por ser ex-baterista de la banda Primus.

## Primus
Tim grabó con Primus Suck on This, Frizzle Fry, Sailing the Seas of Cheese, Miscellaneous Debris, Pork Soda, y Tales from the Punchbowl, antes de dejar la banda en 1997, este vuelve para grabar a Primus Animals Should Not Try to Act Like People, desde entonces no ha parado de hacer presentaciones y tours con la banda.
Se anunció a través de página web Phil Lesh y reiteró en la web de la revista Relix que el baterista Jay Lane, que completó una primera versión de las tres piezas con el guitarrista Todd Huth, ha dejado furthur en 2010 para unirse a una nueva encarnación de Primus.

## A Perfect Circle
Alexander fue el primer batería de A Perfect Circle, actuando en los primeros directos y grabando la batería de la pista «The Hollow» en el álbum de debut de la banda, Mer de Noms. También aparece como miembro en el DVD/CD aMOTION. 

## Otros trabajos
Tim participó en el show Blue Man Group y en el supergrupo Attention Déficit con Alex Skolnick, guitarrista de la banda Testament, y con el alumno de Jaco Pastorius: Michael Manring.
- Datos: Q1340415